# Suchý vrch (Słowacki Raj)
Suchý vrch (1122 m) – szczyt w Słowackim Raju na płaskowyżu Geravy. Wznosi się nad dolinami kilku potoków: Vrablovský potok i Biela voda uchodzącymi do Hnilca, oraz Biely potok, dopływ Hornadu. Jego wschodnimi stokami prowadzi szlak turystyczny, omijający jednak szczyt. 
Szlaki turystyczne
 Geravy – rozdroże Pod Suchym vrchom – Glacká cestá – rozdroże Glac bývalá horáreň – Malá poľana – horáreň Sokol. Czas przejścia 4 h